# 피아스트 글리비체
피아스트 글리비체(폴란드어: Piast Gliwice)는 폴란드 글리비체를 연고로 하는 축구 클럽이다. 현재 엑스트라클라사에 참가하고 있다.
1945년 6월 현재의 서부 우크라이나 출신 폴란드인들에 의해 설립 되었고 클럽 이름은 폴란드 옛 왕조 피아스트 왕조에서 유래된 이름이다.

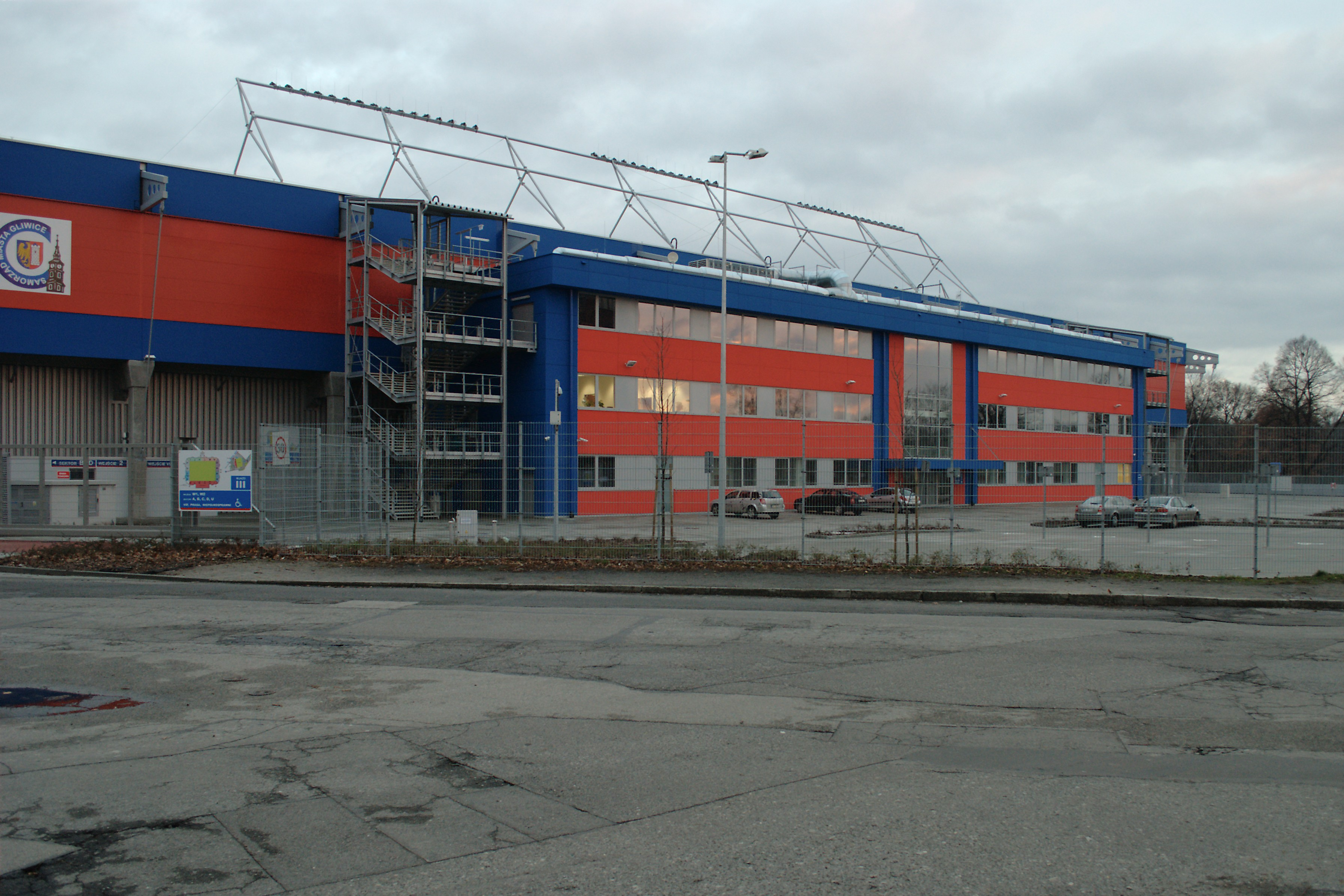
스타디온 피아스트

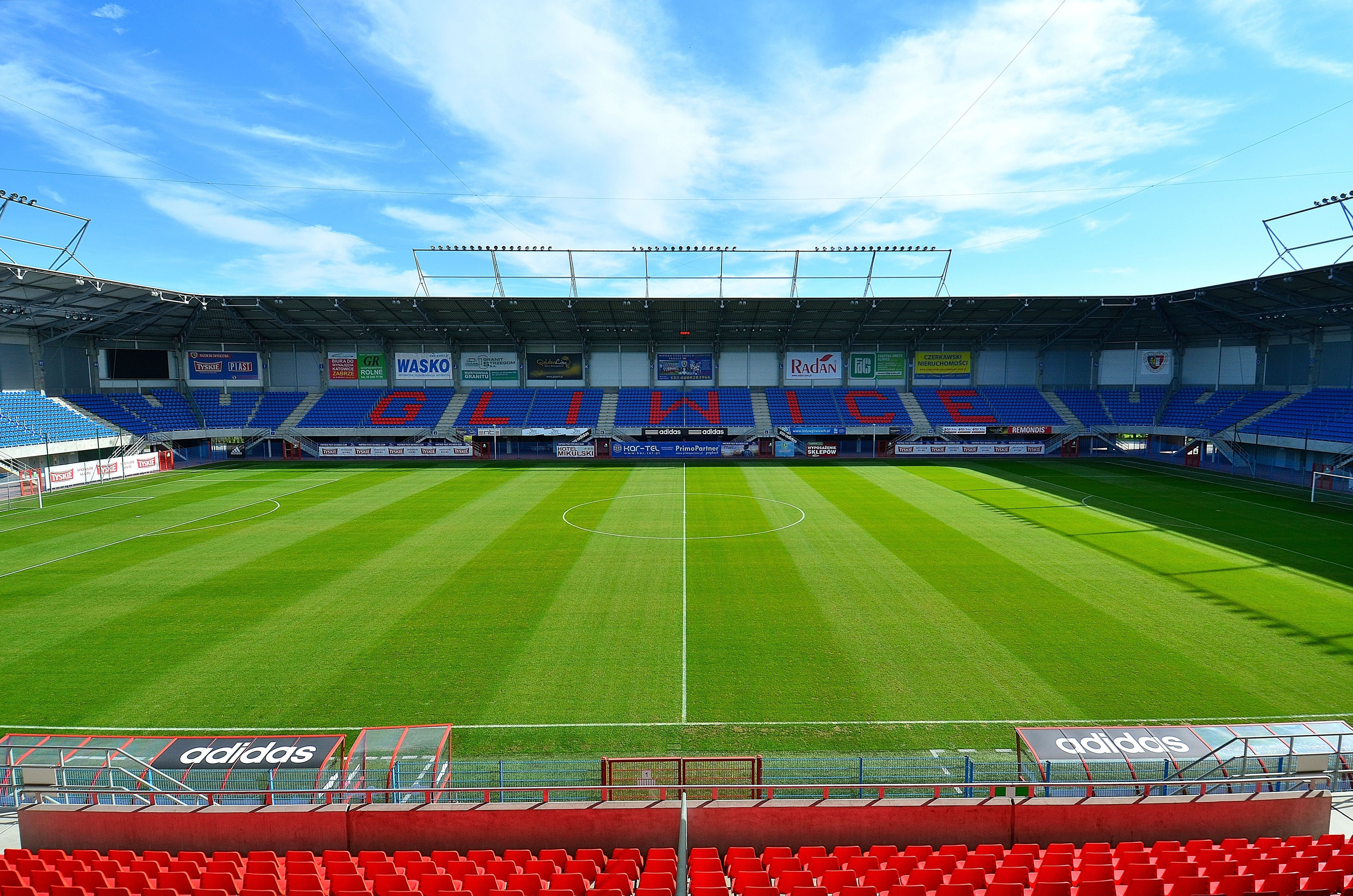
스타디온 피아스트

## 성적
- 엑스트라클라사
  - 우승: 2018–19
  - 준우승: 2015–16
  - 3위: 2019–20
- I. 리가
  - 우승: 2011–12
- 폴란드 컵
  - 준우승: 1978, 1983

### 역대 시즌 참가수
- 엑스트라클라사 : 10 (2008–10, 2012–)
- I 리가 : 32
- II 리가 : 16
- III 리가 : 23

## 선수단

### 현재 소속 선수
2025년 2월 23일 기준
참고: FIFA 자격 규정에 따라 소속된 국가대표팀 국기를 표시합니다. 선수는 복수의 FIFA 비회원국 국적을 가지고 있을 수 있습니다.
| 번호 | 포지션 | 국적       | 이름          |
| ---- | ------ | ---------- | ------------- |
| 3    | DF     |            | 미겔 무뇨스   |
| 11   | FW     | 바베이도스 | 티에리 게일   |
| 14   | DF     | 포르투갈   | 미겔 노브레가 |

| 번호 | 포지션 | 국적 | 이름 |
| ---- | ------ | ---- | ---- |